# Zijige inktzwam
De zijige inktzwam (Coprinopsis insignis) is een schimmel behorend tot de familie Psathyrellaceae. De paddenstoel is giftig wanneer hij samen met alcohol wordt geconsumeerd.

## Kenmerken
Hoed
De hoed is 3 tot 7 cm hoog en is grijs tot grijsbruin van kleur. Het centrum is meer lichtbruin en heeft harige, zeer tere, vergankelijke schubjes en wordt vanaf het centrum weldra kaal.
Lamellen
De lamellen zijn aangehecht. De kleur is grijs en staan dicht bij elkaar.
Steel
De cilindrische steel is wit en fijn-vlokkig.
Sporen
De sporen zijn bijna citroenvormig, grof-wrattig en meten 10-13 × 6,5-8 µm. Deze schimmel is wegens zijn unieke vorm van de sporen microscopisch met geen andere inktzwam te verwisselen.

## Verspreiding
De zijige inktzwam komt voor in Europa en Noord-Amerika. Sporadisch komt hij hierbuiten voor, te weten: Afrika (Marokko, Zuid-Afrika), Azië (Japan, India, Pakistan, Iran) en Australië. In Nederland komt hij zeer zeldzaam voor. Hij staat op de rode lijst in de categorie 'Ernstig bedreigd'.

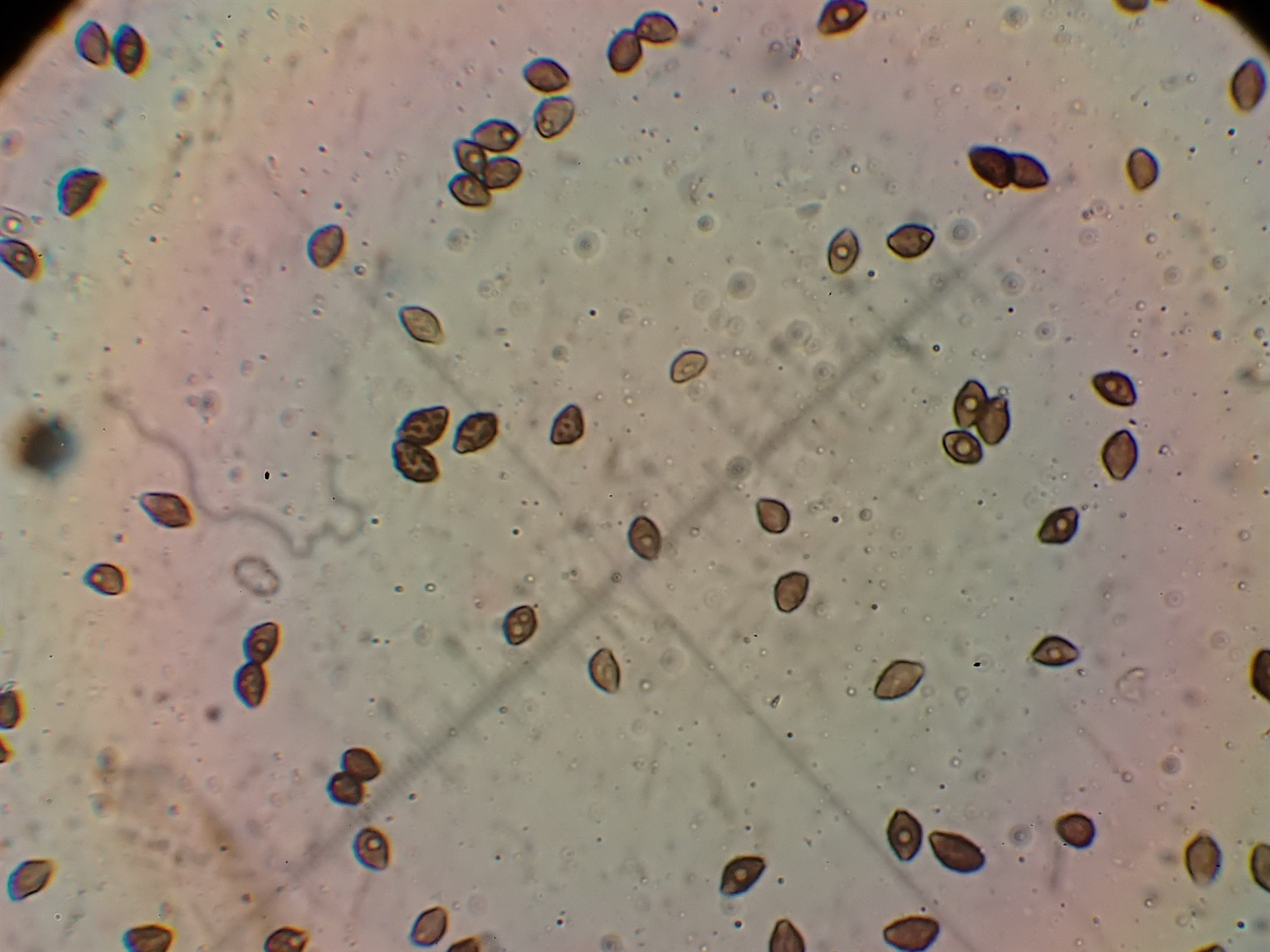
Sporen